# 西里帕朱搭蓬公主

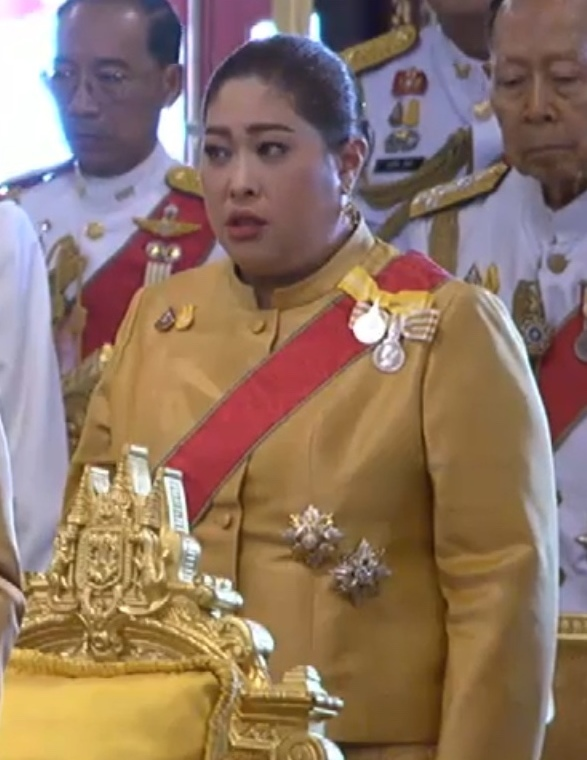
西里帕朱搭蓬公主殿下

西里帕朱搭蓬公主殿下（1982年10月8日—），是泰國卻克里王朝的公主。
她是母親是泰王普密蓬与王后诗丽吉么女朱拉蓬公主，她的父親是前泰国皇家空军军官Virayudh Didyasarin（วีระยุทธ ดิษยะศริน），兩人所生的长女。

## 历史
她出生于佛历2525年（公历1982年）10月8日出生于吉拉达宫。她是拉玛九世幼女朱拉蓬公主殿下与前泰国空军上校Virayudh Didyasarin所生长女。她有一個妹妹阿提迪亚通吉迪坤公主殿下。 

## 教育经历
幼儿园1年级至小学4年级就读于吉拉达学校 (โรงเรียนจิตรลดา)；小学5年级至初中2年级就读于美国马里兰州的霍顿-阿姆斯学校（Holton-Arms School)； 8年级就读于美国赫伯特·胡佛中学（Herbert Hoover Middle School）；8-11年级就读于美国沃尔特·约翰逊高中(Walter Johnson High School)。之后回到泰国并于吉拉达学校 (โรงเรียนจิตรลดา)继续攻读高二和高三。 
随后在泰国艺术大学雕塑与绘画学院完成本科学业并获艺术学士学位。 
现已在泰国艺术大学完成“泰国艺术”硕士课程并获得硕士学位。